# Mount Hood
Mount Hood – stratowulkan w USA, w stanie Oregon, położony 80 km na wschód od Portland. Jest to najwyższy szczyt stanu Oregon.
Obecną nazwę szczytowi nadał w 1792 roku William Robert Broughton, członek ekspedycji kapitana  George Vancouvera. Nazwa została nadana dla uczczenia nazwiska brytyjskiego admirała Samuela Hooda. Uhonorował go w ten sposób kapitan Broughton, który badając pacyficzne wybrzeża Ameryki Północnej 30 października 1792 roku odkrył szczyt dla Europejczyków.

## Aktywność
Ostatnia potwierdzona erupcja miała miejsce w 1865 r., choć prawdopodobnie później była jeszcze jedna w 1907 roku, natomiast ostatnia aktywność sejsmiczna została potwierdzona w 2002 r. Miała ona siłę magnitudy 4,5 w skali Richtera a epicentrum znajdowało się na głębokości 6 km, w odległości 4,5 km na południe od środka wulkanu. Oprócz trzęsień ziemi o wciąż istniejącej aktywności wulkanu świadczą występujące na wierzchołku fumarole.

## Atrakcje turystyczne

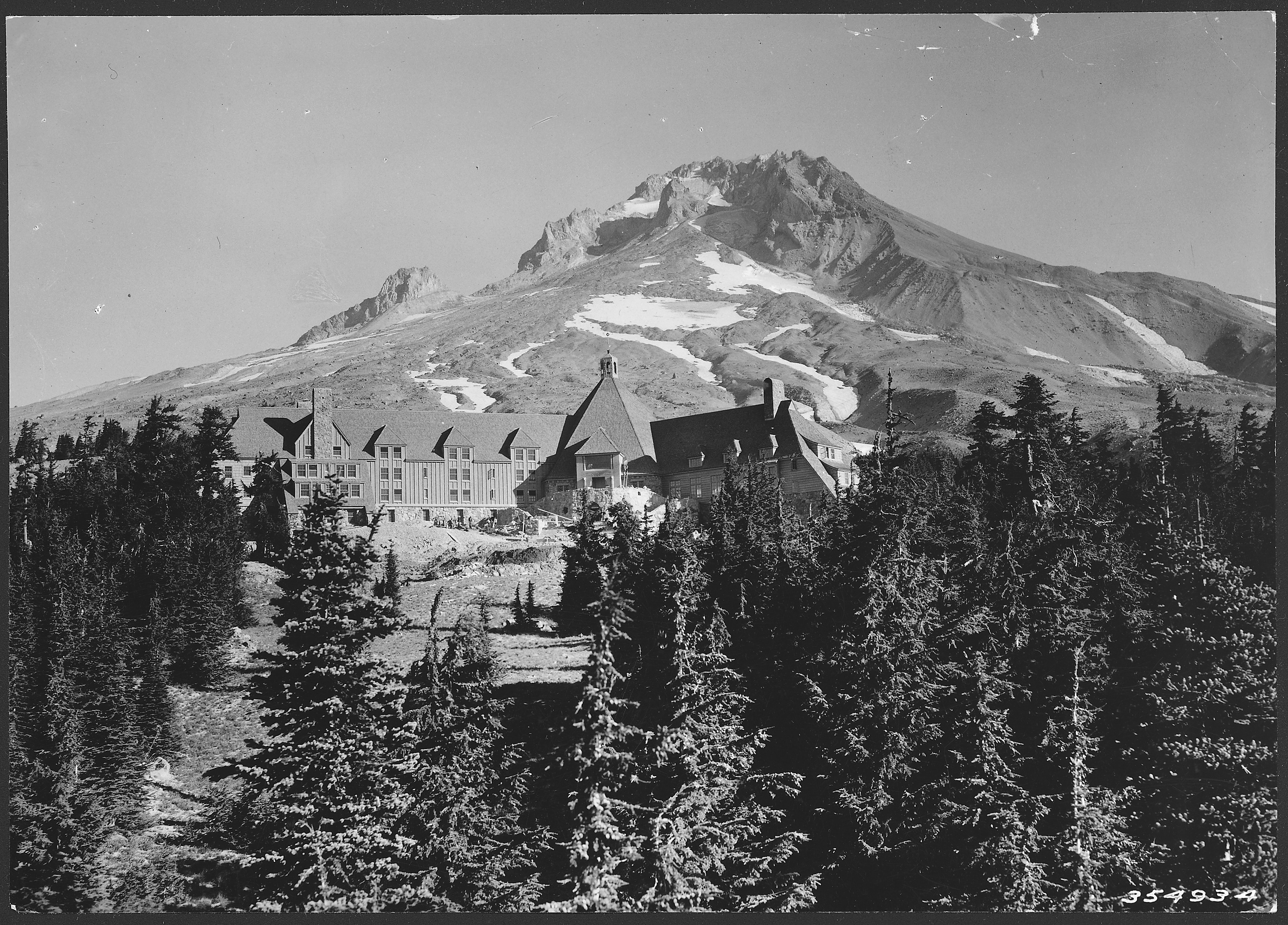
Widok na Timberline Lodge oraz Mount Hood, Lata 1920-30

Mount Hood jest jednym z najczęściej zdobywanych szczytów w Ameryce Północnej, których wierzchołek pokrywają lodowce. Popularna trasa wspinaczkowa (The South Side Route), o długości 4,8 km zaczyna się w pobliżu hotelu Timberline Lodge na wysokości około 1770 m n.p.m. Hotel Timberline Lodge
był miejscem ekranizacji słynnego filmu Stanleya Kubricka z 1980 roku, z Jackiem Nicholsonem w roli głównej pod tytułem Lśnienie.
Na zboczach Mount Hood są dwa ośrodki narciarskie. Timberline Lodge jest położone na południu, w połowie wysokości tras narciarskich a wyciągi sięgają wysokości 2600 metrów n.p.m. Część górna ośrodka jest czynna cały rok. Drugi ośrodek, powierzchniowo większy - Mt Hood Meadows ski resort, leży od strony południowo-wschodniej Mount Hood i oferuje trasy narciarskie do wysokości 2230 m n.p.m..